# Рибакі (Монецький повіт)
Рибакі (пол. Rybaki) — село в Польщі, у гміні Моньки Монецького повіту Підляського воєводства.
Населення — 142 особи (2011).
У 1975-1998 роках село належало до Білостоцького воєводства.

## Демографія
Демографічна структура станом на 31 березня 2011 року:
|          | Загалом | Допрацездатний вік | Працездатний вік | Постпрацездатний вік |
| -------- | ------- | ------------------ | ---------------- | -------------------- |
| Чоловіки | 71      | 14                 | 50               | 7                    |
| Жінки    | 71      | 17                 | 43               | 11                   |
| Разом    | 142     | 31                 | 93               | 18                   |